# ニコモルヒネ
ニコモルヒネ(Nicomorphine)は、モルヒネの3,6-二ニコチン酸エステルである。オピオイドアゴニストである強い鎮痛剤で、モルヒネの2-3倍の効果を持つ。副作用は、ジヒドロモルヒネ、モルヒネ、ジアモルヒネと似ている。ニコモルヒネは、1904年に初めて合成され、1957年にオーストリアのLannacher Heilmittel Ges. m.b.H.によってVilanとして特許が取られた。塩酸塩が、注射用の10 mg/ml溶液のアンプル、5 mgの錠剤、10 mgの座薬として入手できる。他の会社からは、10 mgの錠剤や別濃度の注射用アンプル等の形でも売られている。特にドイツ語圏や中央ヨーロッパ、かつてのソビエト連邦等で、手術後、癌、良性腫瘍、その他の神経因性疼痛の緩和のためによく用いられた。自己調節鎮痛法でよく用いられ、始めは3から5時間おきに5から10mgを摂取する。
モルヒネの3,6-ジエステルは、脂溶性が高まる等のため、中枢神経系への浸透がより良く、効果がより早く発現する。半合成オピエートのこのグループのプロトタイプはヘロインで、他にジプロパノイルモルヒネ、ジアセチルジヒドロモルヒネ、ジサリチルモルヒネ等を含む。静脈内に投与するとヘロイン様の強い作用を示すが、吐き気の発生率が低い等の副作用の違い以外でモルヒネと区別することはできない。

## 副作用
ニコモルヒネの副作用は他のオピオイドと似ており、そう痒、吐き気、呼吸抑制等がある。不快な痛みを単に混濁させるだけのものとは異なり、慢性痛軽減の際の苦痛の総合的な緩和のための優れた鎮痛剤の1つであると考えられている。

## 法規制
ニコモルヒネは世界中でモルヒネと同様に規制されているが、アメリカ合衆国では付表Iに掲載され、導入されていない。
ニコモルヒネは、ヨーロッパの裏市場にはほとんど出回っていないと考えられる。使用者が、モルヒネをニコチン酸無水物や関連化合物によってヘロインの自家製造と同様に処理することによって、モルヒネの塩や誘導体の部分的な混合物として製造することができる。